# آفلر
آفلر (به آلمانی: Affler) یک شهر در آلمان است که در بیتبورگ-پروم واقع شده‌است.